# Christella balansae
Christella balansae là một loài thực vật có mạch trong họ Thelypteridaceae. Loài này được (Ching) Holttum mô tả khoa học đầu tiên năm 1976.